# Seo Young
Đây là một tên người Triều Tiên, họ là Kim.
Seo Young (tiếng Hàn: 서영 sinh ngày 21 tháng 6 năm 1984) là một nữ diễn viên người Hàn Quốc. Cô ra mắt trong bộ phim truyền hình Munhwa Broadcasting Corporation (MBC) năm 2006 Fox, What are you doing và nổi tiếng với hình ảnh gợi cảm của mình. Năm 2010, cô bắt đầu mở cửa hàng quần áo của riêng mình có tên Shine S.

## Sự nghiệp

### Ra mắt: 2006-2007
Cô là diễn viên chính trong sê-ri bốn phần của OCN, Cám dỗ về đêm giao thừa (Temptation of Eve), cô xuất hiện trong Her Own Art (hoặc Technique), là phần thứ tư.

### 2008-2010
Trong phần phụ của 1 Night 2 Days, cô xuất hiện cùng Kim Sook, Yoo Chae-yeong, Kim Yi-ji và Mi-ra trong 1 Night 2 Days of Beauty. Cô xuất hiện trong bộ phim A Tale of Legendary Libido trong vai Dan-bi, một trong nhiều phụ nữ cố gắng quyến rũ nhân vật chính trong làng.

### 2011-hiện tại
Cô được chọn vào vai Mi-ra trong bộ phim Wonderful Radio.

## Danh mục phim

### Phim
- 2007: Temptation of Eve: Her Own Art  - Hye-young [15]
- 2007: The Worst Man of My Life
- 2008: A Tale of Legendary Libido - Dan-bi [16]
- 2011: Wonderful Radio - Mi-ra [17]

### Chương trình truyền hình
- 2006: What's Up Fox - Lee Joo-hee
- 2007: Dal-ja's Spring
- 2007: Sexi Mong  [4] - Oh Seon-jung
- 2008: Seo Young's Spy
- 2010: Wish Upon a Star - Min-ah
- 2010: Roller Coaster Plus Date Big Bang - Seo-young
- 2010: Yaksha - Ji-hyang
- 2016: Dr. Romantic - Chairman Shin's assistant
- 2017: Manhole (TV series)|Manhole - Mi-ja

### Variety shows
- 2009: 1 Night 2 Days of Beauty